# Wrona indochińska
Wrona indochińska, wrona dżunglowa (Corvus macrorhynchos levaillantii) – podgatunek wrony wielkodziobej, ptaka z rodziny krukowatych (Corvidae). Takson o niepewnej pozycji taksonomicznej, przez niektóre ujęcia systematyczne podnoszony do rangi gatunku.
Spotykana w południowo-wschodnim Nepalu, Bangladeszu, północno-wschodnich Indiach, na Andamanach, Sri Lance, w Mjanmie i Tajlandii. Całkowitej populacji nie oszacowano, ale uważana jest za ptaka licznego i o stabilnym poziomie liczebności.